# Бетпак-Дала
Бетпак-дала, Бедпак-дала, також Північний Голодний степ (каз. «нещасний степ») — пустеля в Центральній Азії (Казахстан). Розташована між низинами річок Сарису, Чу і озером Балхаш; на півночі близько 46° 30' пн. ш. межує з напівпустелею Казахського дрібносопковика. Площа близько 75 000 км².
За будовою поверхні пустеля поділяється на дві частини:
- Західна частина є плоским плато (250—300 м) із розлогими западинами; воно складене мезозой-кайнозойським комплексом осадових порід.
- Східна частина є підвищеною горбастопасмовою рівниною (600—900 м), утвореною з кристалічних та метаморфічних порід палеозою.

Поклади кам'яного вугілля, свинцю, заліза, гірського кришталю, мармуру та інші.
Клімат різко континентальний, посушливий. Середня температура січня −9 °C, липня +24 °C. Річна кількість опадів 100—200 мм. Річок немає. Зустрічаються невеликі тимчасові солонуваті озера. Водопостачання базується на підземних і ґрунтових водах. Ґрунти — солонцюваті глинясто-щебенюваті сіроземи в комплексі з солончаками і такирами. Рослинність кураєво-полинова.
За часів радянської влади землі стали використовувати як весняно-осінні пасовиська в поєднанні з прилеглими зимовими пасовищами Муюн-Кумів та літніми — степів Сари-Арка. Обводнене понад 6 млн. га пасовищ, споруджено 1695 шахтних і 172 артезіанські колодязі.